# Monika Liu
Monika Liu (Klaipėda, 9 februari 1988) is een Litouwse singer-songwriter.

## Biografie
Monika Liubinaitė, zoals ze voluit heet, werd in 1988 geboren in de stad Klaipėda, toen Litouwen nog onderdeel was van de Sovjet-Unie. Ze studeerde jazz aan de Universiteit van Klaipėda, maar maakte haar studie af aan de Berklee College of Music. Liu heeft een tijd in Londen gewoond, maar resideert tegenwoordig in Vilnius.
In 2020 werd ze aangekondigd als coach bij Litouwse versie van The Voice. Ook was ze in 2021 jurylid bij de Litouwse variant van The Masked Singer.
Met het lied Sentimentai won Liu op 12 februari 2022 Pabandom iš Naujo!, de Litouwse nationale preselectie voor het Eurovisiesongfestival. Hiermee mocht zij haar vaderland vertegenwoordigen op het Eurovisiesongfestival 2022, dat werd gehouden in de Italiaanse stad Turijn. Ze haalde de finale en eindigde als veertiende. Het was voor het eerst sinds 1994 dat een Litouwse inzending volledig in het Litouws gezongen werd. 

1994: Ovidijus Vyšniauskas · 
1999: Aistė Smilgevičiūtė · 
2001: Skamp · 
2002: Aivaras · 
2004: Linas & Simona · 
2005: Laura & The Lovers · 
2006: LT United · 
2007: 4Fun · 
2008: Jeronimas Milius · 
2009: Sasha Son · 
2010: InCulto · 
2011: Evelina Sašenko · 
2012: Donny Montell · 
2013: Andrius Pojavis · 
2014: Vilija Matačiūnaitė · 
2015: Monika Linkytė & Vaidas Baumila · 
2016: Donny Montell · 
2017: Fusedmarc · 
2018: Ieva Zasimauskaitė · 
2019: Jurijus Veklenko · 
2021: The Roop · 
2022: Monika Liu · 
2023: Monika Linkytė · 
2024: Silvester Belt · 
2025: Katarsis